# Chính tả
Trong ngôn ngữ học, chính tả hay chánh tả của một ngôn ngữ là một hệ thống những quy ước để viết lại một ngôn ngữ, hay ghi chép lại lời nói được cộng đồng người sử dụng chấp nhận một cách chính thức (qua các thể chế của nhà nước) hoặc rộng rãi. Nó bao gồm đánh vần, viết hoa,...
Hầu hết các ngôn ngữ được dùng trong thời hiện đại đều có một hệ thống chính tả, và với hầu hết các ngôn ngữ đó, một hệ thống chính tả tiêu chuẩn đã được phát triển, thường dựa trên nhiều biến thể tiêu chuẩn khác nhau của ngôn ngữ, do đó bao gồm ít phương ngữ hơn văn nói. Đôi khi có thể sẽ có những biến thể trong cùng một hệ thống chính tả của một ngôn ngữ, ví dụ như tiếng Anh, xuất hiện biến thể giữa tiếng Anh-Anh và tiếng Anh-Mỹ. Trong một số tiếng, chính tả được quy định bởi các học viện ngôn ngữ, mặc dù đối với nhiều ngôn ngữ, không có quyền nào như vậy, và chính tả được phát triển một cách tự nhiên hơn.
Kể cả với những ngôn ngữ ra đời muộn hơn, một số lượng lớn những đồng thuận về quy tắc chính tả phát sinh tự nhiên, mặc dù tính nhất quán và chuẩn hóa chỉ được áp dụng khi bị áp đặt theo mẫu.

## Từ nguyên
"Chính tả" hay “chánh tả” là một từ Hán Việt (chữ Hán: 正寫.), trong đó "chính" 正 có nghĩa là đúng, "tả" 寫 có nghĩa là viết, "chính tả" 正寫 dịch sát nghĩa từng chữ là "viết đúng".

## Các đặc tính cơ bản
- Tính kế thừa
- Tính tương đối: sai chính tả, lỗi chính tả dùng để chỉ những cách dùng từ khác biệt với quy tắc chung trong cộng đồng người
  - Tính thay đổi theo thời gian: trong một giai đoạn cụ thể (đúng ở giai đoạn này sai ở giai đoạn khác). Ví dụ: dùm hay giùm,
  - Thay đổi theo văn hóa: trong các cộng đồng văn hóa khác nhau. Ví dụ ngào (Nghệ An) hay nhào trộn (phổ biến) trong me ngào muối ớt, té (miền Bắc) hay chuồn, trốn (phổ biến), chế, ché (tiếng Mường) hay chị
  - Thay đổi theo ngữ cảnh và không gian